# فرانشيسكو فورتي
فرانشيسكو فورتي (بالإيطالية: Francesco Forte)‏ (1 مايو 1993 بروما في إيطاليا - ) هو لاعب كرة قدم إيطالي في مركز الهجوم. شارك مع منتخب إيطاليا تحت 20 سنة لكرة القدم. أما مع النوادي، فقد لعب مع إنتر ميلان ونادي بيزا ونادي كريمونيسي ونادي لوكيزي وItaly national football C team ‏ وForlì FC ‏.

## روابط خارجية
- فرانشيسكو فورتي على موقع قاعدة بيانات كرة القدم.إي يو (الإنجليزية)
- فرانشيسكو فورتي على موقع Soccerway.com (الإنجليزية)
- فرانشيسكو فورتي على موقع عالم كرة القدم.نت (الإنجليزية)
- فرانشيسكو فورتي على موقع AS.com (الإسبانية)